# 現代やくざ 盃返します
『現代やくざ 盃返します』（げんだいやくざ さかずきかえします）は、1971年4月3日に公開された日本映画。監督は佐伯清、主演は菅原文太。
『現代やくざシリーズ』第4作。
大阪・北摂の暴力団組員・関根辰次の奮闘を描く。

## キャスト
- 関根辰次：菅原文太
- 芳子：野川由美子
- 井上：伊吹吾郎
- 冴子：工藤明子
- 望月邦夫：中田博久
- 清三：谷村昌彦
- 黒木：汐路章
- 三鬼：諸角啓二郎
- 関山宏：須藤健
- 矢島：国一太郎
- 英夫：きくち英一
- 和尚：沢彰謙
- 佐藤京一
- 弟分：北川恵一、佐藤晟也
- 看守：河合絃司
- 久保一
- タメ：たこ八郎
- 植田灯孝
- 刑事：相馬剛三
- 客：片山滉
- 木川哲也
- 土山登士幸
- 山之内修
- 佐川二郎
- 客：仲原新二
- 山田甲一
- 滝島孝二
- 山本勝也
- 三浦忍
- 水原仗二
- 組員：五野上力
- 不動産屋：山浦栄
- 芸者：山本緑
- 梶原真由美
- 岩本良子
- 使用人：伊藤慶子
- 堂本鉄造：小池朝雄
- 長尾：中村竹弥
- 萩原喜作：水島道太郎
- 柴田五郎：松方弘樹

## スタッフ
- 監督：佐伯清
- 脚本：大和久守正
- 原案：村上和彦
- 企画：俊藤浩滋、矢部恒
- 撮影：星島一郎
- 録音：広上益弘
- 照明：川崎保之丞
- 美術：藤田博
- 音楽：菊池俊輔
- 編集：田中修
- 助監督：福湯通夫
- 擬闘：日尾孝司
- 進行主任：志村一治
- 装置：吉田喜義
- 装飾：米沢一弘
- 記録：勝原繁子
- 現像：東映化学

## 同時上映
『日本女侠伝 血斗乱れ花』
- 脚本：野上龍雄 / 監督：山下耕作 / 主演：藤純子（現：富司）
- 『日本女侠伝シリーズ』第4作。